# Charlotte Du Rietz
Charlotta "Charlotte" du Riez eller Du Rietz, född De Geer den 25 januari 1744, död 25 maj 1820, var en svensk friherrinna och känd för den kärleksrelation hon hade med kronprins Gustav under juli–september 1768.

## Biografi
Charlotte Du Rietz var dotter till marskalk friherre Charles De Geer och Catharina Charlotta Ribbing och gifte sig år 1765 med löjtnant Anders Rudolf du Rietz. Hon beskrivs som bildad, självständig och intellektuell, med ett intresse för kemi och metallurgi.

### Relationen med Gustav III
I juli–september 1768 var hon föremål för vad som har kallats Gustav III:s "enda kärleksaffär." I februari 1768 uppger Fredrik Sparre att Charlotte Du Rietz och Eva Helena Ribbing, som han beskriver som modedockor, flirtade med kronprins Gustav och försökte förföra honom. Gustav ska ha besvarat närmandet från Charlotte Du Rietz, och paret upprätthöll en passionerad brevväxling under den tid de var ifrån varandra. Samtidigt var kronprinsen under tryck att fullborda sitt äktenskap med Sofia Magdalena under sommarvistelsen på Ekolsunds slott det året, understödd av Charlotta Sparre, som förebrådde honom hans onödiga sätt att "experimentera". Kronprinsessan ska ha plågats av förbindelsen men inte visat sina känslor öppet. Förhållandet pågick mestadels brevledes.
Relationen tog slut då kronprins Gustav fick höra rykten om att hon var otrogen mot honom. Under sommaren 1768 gjorde Gustav en studieresa i Bergslagen, och han avslutade förbindelsen med Du Rietz då han besökte hennes barndomshem Lövstabruk. Den 5 oktober samma år möttes de återigen i Uppsala, där han var på inspektionsresa och hon var för att besöka sin make. Han skrev då ett definitivt avskedsbrev. Enligt hertig Karl: "Efter att hela vintern ha ägnat henne alla de intima stunder, som han förfogade över, och uppriktigt älskat henne, fann han vid sin sejour på Löfsta, att hon brast en aning i de löften, hon givit honom, och åtskilligt annat. Carl Sparre gjorde henne nattliga visiter. Så ock en viss Wennerstedt - Beta Ulfsparres don Juan - och några officerare vid hennes mans regemente".
Relationens karaktär har dock av vissa historiker senare ifrågasatts. Gustav III:s sexuella historia beskrivs av Adolf Fredrik Munck i hans redogörelse för fullbordandet av Gustav III:s äktenskap. Gustav III hade, före denna förbindelse, anlitat en engelsk sjökaptens hustru i Göteborg för att få sexuell erfarenhet, men i båda fallen tycks ett fullbordat samlag inte ha genomförts utan begränsat sig till beröring utan "effekt", och kurtisanen Catharina Norman hade just därför anlitats år 1771 för att agera sexualinstruktör och beröva monarken hans oskuld. Enligt Muncks uppgifter rapporterade Catharina Norman att "Hans Majestät är fasligt blyg och alldeles ovan", och att försöket att genomföra ett samlag hade varit resultatlöst I oktober 1768 uppkom ett falskt rykte om Sofia Magdalenas graviditet. Efter detta gjorde Gustav ett närmande till Eva Helena Ribbing, men hon avböjde förslaget med orden att den smickrande känsla han sade sig hysa för henne måste ha varit en nyck av sårad självkänsla, och att hon visst skulle kunna älska honom, men att hon inte skulle kunna gå mellan prinsen och sin egen blivande drottning.

### Senare liv
Charlotte Du Rietz genomgick 1770 en mycket svår förlossning, och lovades då av sin make att få hjälp att slippa bli gravid. Hon hade 1772 en omtalad förbindelse med den ambassadör Katarina den stora hade sänt till Sverige för att lyckönska Gustav III till hans tronbestigning. Den förbindelsen blev föremål för en skandal. Den ryske fursten påstod att han under deras första möte blev tvungen att betala 25 dukater till alla de lakejer han mötte i hennes hus på väg till hennes sängkammare, och då han kom fram tvingades han ändå gömma sig när en manlig släkting till henne kom in i rummet: när denna slutligen gått, tvingades han gå genast ändå, eftersom hennes make, som legat och sovit i rummet bredvid, vaknat av oväsendet hennes manliga släkting hade fört. Vid ett nytt försök tvingades han ge ifrån sig både samma summa till lakejerna men också ytterligare 50 dukater till Du Rietz själv. Huruvida detta stämmer med sanningen är osäkert, eftersom hela historien kom från fursten själv. Oavsett om det var sant eller förtal och lögn från furstens sida, blev det i alla fall en skandal, eftersom han spred ut det och skvallrade om det i sällskapslivet i stället för att hålla tyst om saken.

## Eftermäle
Brevväxlingen mellan du Riez och Gustav III finns i Uppsala universitetsbibliotek, du Riez under signum F 497 och kungens under signum F 418 C.
Charlotte du Rietz figurerar i Magnus Jacob Crusenstolpes roman Morianen, där hon har ett förhållande med Gustav Badin.